# Gliese 783
Gliese 783 (HR 7703) – gwiazda w gwiazdozbiorze Strzelca. Jest odległa od Słońca o 19,6 lat świetlnych.

## Charakterystyka
Gliese 783 ma wielkość obserwowaną 5,32m, co pozwala dojrzeć ją nieuzbrojonym okiem. W XIX w. astronom John Herschel odkrył, że jest to gwiazda podwójna; w odległości 4,3 sekundy kątowej od jaśniejszej gwiazdy (w 2013 roku) jest widoczna przez teleskop jej towarzyszka o wielkości 11,5m. Trzeci obiekt widoczny w pobliżu (66,8″ od głównej gwiazdy) jest niezwiązaną gwiazdą tła.
Główny składnik Gliese 783 A jest pomarańczowym karłem, gwiazdą ciągu głównego należącą do typu widmowego K2,5. Jej towarzyszka to czerwony karzeł reprezentujący typ widmowy M3,5.
Układ ten w swoim ruchu wokół Centrum Galaktyki zbliża się do Układu Słonecznego i za około 41 tysięcy lat zbliży się na minimalną odległość 2,07 pc (6,75 ly), będzie wtedy mieć wielkość obserwowaną 3,01m.